# Coganoa lutescens
Coganoa lutescens är en insektsart som beskrevs av Irena Dworakowska 1976. Coganoa lutescens ingår i släktet Coganoa och familjen dvärgstritar.
Artens utbredningsområde är Kenya. Inga underarter finns listade i Catalogue of Life.